# Птіцин Віталій Ігорович
Віта́лій І́горович Пті́цин (23 листопада 1980 — 6 серпня 2014) — солдат, Державна прикордонна служба України, учасник російсько-української війни.

## Життєвий шлях
Народився 1980 року в смт Марківка (Луганська область). Закінчив Марківську ЗОШ; 1999-го — Марківський професійний аграрний ліцей; здобув професію тракториста-машиеіста і слюсаря. Полюбляв полювання; колекціонував радянські автомобілі. Одружився.
На початку 2014 року виріщив стати військовим; курсант 5-ї навчальної групи третього відділу, навчальний центр підготовки молодших спеціалістів Державної прикордонної служби України. З 30 червня виконував завдання по охороні Державного кордону України, Мобільна прикордонна застава на автомобілях. Загинув 6 серпня — терористи «Градами» розстріляли українську колону за 3 км на південний-захід від села Єсаулівка Антрацитівського району, що виходила із Дякового. Віталій знаходився в «Уралі», із ним було ще 3 чи 4 вояки.
Був тимчасово похований у братській могилі в полі місцевим священиком, котрий повідомив згодом українську владу про поховання. 23 листопада 2014-го ексгумований пошуковцями місії «Евакуація-200» («Чорний тюльпан»). Тоді ж було ексгумовано ще 7 бійців, впізнаний Ігор Присяжнюк, у серпні 2015-го за експертизою ДНК — Віктор Кумановський. Решта не були ідентифіковані, судячи зі знайдених при них речей — прикордонники та курсанти Оршанського навчального центру ДПСУ.
Похований в Марківці у серпні 2015-го. Залишилися мати, дружина та 3-річна донька.
Без Віталія лишились мама, дружина і донька 2011 р.н.

## Нагороди та вшанування
За особисту мужність, сумлінне та бездоганне служіння Українському народові, зразкове виконання військового обов'язку відзначений — нагороджений
- орденом «За мужність» III ступеня (посмертно)
- його портрет розміщений на меморіалі «Стіна пам'яті полеглих за Україну» у Києві: секція 2, ряд 7, місце 18
- вшановується на щоденному ранковому церемоніалі вшанування захисників України, які загинули цього дня у різні роки внаслідок російської збройної агресії на Сході України.[1]
- 14 жовтня 2020 року в Марківці відкрили пам'ятник загиблим захисникам України — серед них викарбуване й ім'я Віталія Птіцина[2]